# Рошкович Гнат Гнатович
Гнат Гна́тович Рошко́вич (також Ігнат Рошкович, Ігнатій Рошкович; угор. Roskovics Ignác) (28 вересня 1854, Славковці, Словаччина — 29 листопада 1915, Будапешт)Карпато-Русинський- угорський живописець, графік, представник академічної школи Мюнхенського реалізму.

## Біографія
Гнат Рошкович народився в сім'ї греко-католицького священика в селі Славківці поблизу Земплина (Кошицкий край), що входило до складу Австро-Угорщини. Закінчив початкову школу в с. Славковце. У 1866 р. його батько — Гнат Рошкович-старший — був призначений духівником Ужгородської богословської семінарії, і сім'я Рошковичів переїхала в Ужгород. Тут Гнат Рошкович два роки вчився в Ужгородській гімназії, але потім раптово захворів на тиф. Через затяжну хворобу та погіршення слуху, як наслідок ускладнень, він не зміг продовжити навчання в гімназії. Освіту здобував в домашніх умовах. Саме в цей час Гнат захопився малюванням. Згодом його роботи побачив видатний художник Ференц Гевердле, який високо оцінив талант хлопця. Ференц Гевердле порадив батькові Гната розвивати художні здібності сина. Першим наставником Гната Рошковича з живопису став відомий митець Фердинанд Видра.
У 1875 р. Гнат Рошкович вступає на перший курс Будапештської школи взірцевого малювання. За значні успіхи в навчанні та здобутках в сакральному живописі Гнат протягом року отримував стипендію від архієпископа Лайоша Гойнолда.

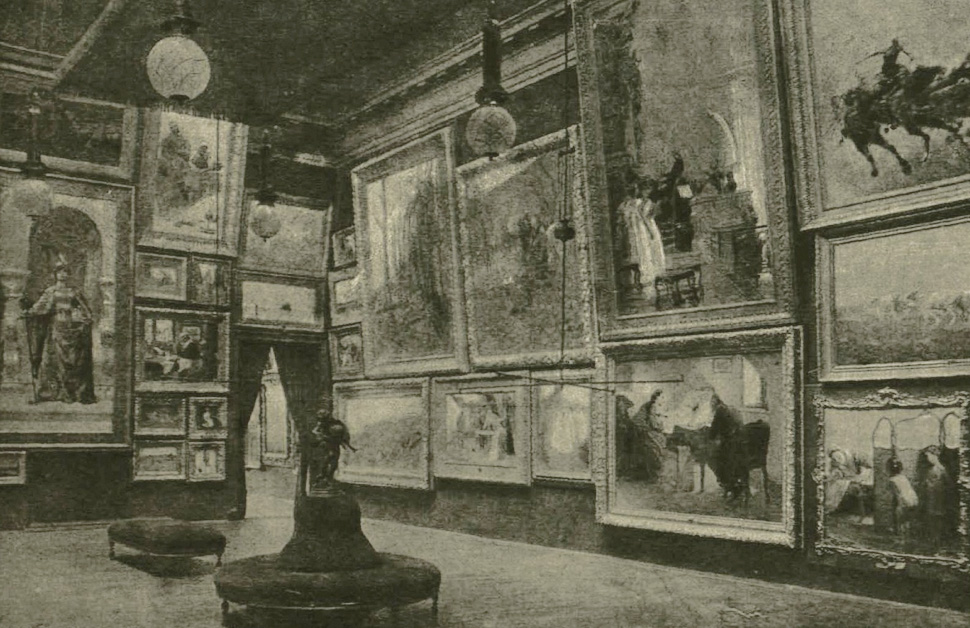
Виставка І. Рошковича в Будапешті. 1892 рік.

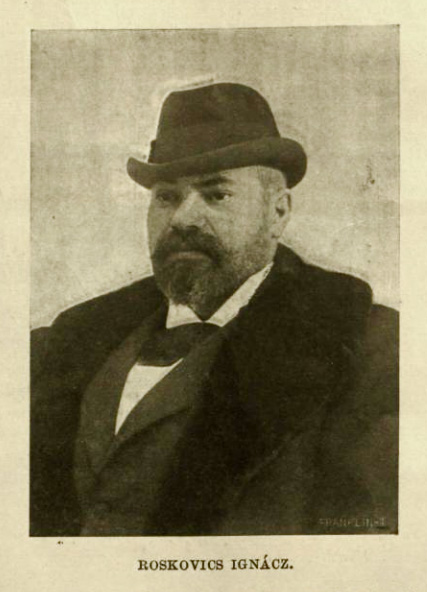
Фото І.Рошковича. 1897 рік

У 1880 році, ще будучи студентом, Рошкович отримує право експонувати свої роботи в художній галереї «М'ючарнок» в Будапешті. Згодом Гнат Рошкович знову отримує стипендію — від міністра Агостона Трефорта, який очолював Міністерство релігії та освіти, а також був президентом Угорської Академії Наук. В цьому ж році Гнат узяв участь у конкурсі вівтарного розпису в Будапешті, на якому завоював третє місце.
З 1881 по 1882 рр. Гнат Рошкович перебуває в Мюнхені, де півроку навчається в художній академії, а потім орендує студію, в якій продожує працювати. Тут він стоврює одну з перших відомих робіт — «Зішестя Святого Духа».
На щорічній художній виставці взимку 1882 року в Будапешті Рошкович привертає увагу найвідоміших угорських художників. Одна з його робіт — «Маленьке червоне яблуко» (угор. «Pici piros alma») — отримала широке публічне визнання та надзвичайно високу оцінку серед мистецьких кіл. В свій час це була дуже відома робота, з якої зроблено безліч репродукцій угорськими художниками. Також а цій виставці за роботу «Зішестя Святого Духа» Гнат отримує премію — 300 форинтів. Після успішної виставки Гнат Рошкович вирішив присвятити своє життя сакральному живопису.
З 1882 по 1883 рр. перебуває в Римі, де досліджує церковний живопис старих майстрів. Витвори мистецтва майстрів епохи Відродження справляють на Гната приголомшливе враження — художник впав в глибоку депресію. В цей період Рошкович мав наміри змінити кар'єру і близько одного року не займався живописом. Він повернувся в Ужгород, де влаштувався вчителем малювання.
З 1885 по 1915 рр. Гнат проживав у Будапешті, де творив у різних жанрах.
В 1885 році Гнат Рошкович влаштовує персональну виставку в галереї «М'ючарнок» в Будапешті, яка ознаменувала його повернення до мистецтва. На виставці експонувались «Маленьке червоне яблуко», «Святий Ян Непомуцький» та 8 інших робіт. За роботу «Маленьке червоне яблуко» Гнат отримав 600 форинтів як премію та був нагороджений Великим дипломом Угорського товариства образотворчого мистецтва. В цей період художник був зайнятий у різних заходах — влаштовував виставки своїх робіт, брав участь у фестивалях та громадському житті, зустрічався з відомими митцями та діячами.

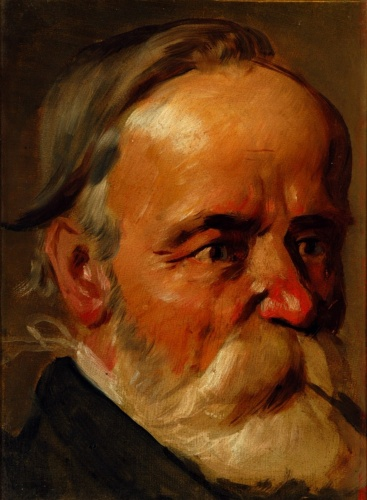
Автопортрет Г.Рошковича

Творчість Гната Рошковича високо оцінював Ілля Рєпін, якому Гнат висилав свої роботи в Петербурзьку академію мистецтв. Рошкович був добре знайомий з на той час молодим Йосипом Бокшаєм, який у 1914 році під час навчання в Будапешті відвідав художника. У 1894 р. виходить номер відомого угорського тижневика «Vasárnapi Ujság» («Недільна газета»), в якому опубліковано розлогу статтю на 6 сторінок, присвячену Гнату Рошковичу та його фрескам в церкві Йожефварош, а також портрет художника на першій полосі видання.
В 1900 р. Гнат Рошкович нагороджений Малою золотою медаллю Угорщини, яку отримав від галереї «М'ючарнок».
В 1902 р. отримав премію 2000 форинтів ім. Кароля Лотца від Угорської королівської школи образотворчого мистецтва.
Останні роки життя Гната Рошковича (1905—1915) були важкими для митця. Він катастрофічно швидко втрачав зір через катаракту. Після перенесеної операції зір на деякий час повернувся, що дало можливість Гнату виконати одну з останніх своїх робіт — розпис іконостасу греко-католицької церкви (угор. Istenszülő oltalma templom) на площі Троянд у Будапешті. Також в цей період він написав портрети відомих діячів Угорщини — Лайоша Кошута, який на той час займав посаду ішпана комітату Пешт, та Імре Модача, ішпана комітату Ноґрад. Проте низку великих робіт Гнату Рошковичу не вдалося завершити.
Помер Гнат Рошкович 29 листопада 1915 році. В номері тижневика «Vasárnapi Ujság» від 5 грудня 1915 року опубліковано некролог, в якому з теплотою згадується життєвий та творчий шлях художника.
У 1918 році в Будапештській картинній галереї в знак пам'яті та вшанування творчості Гната Рошковича була влаштована виставка його робіт.

## Творчість

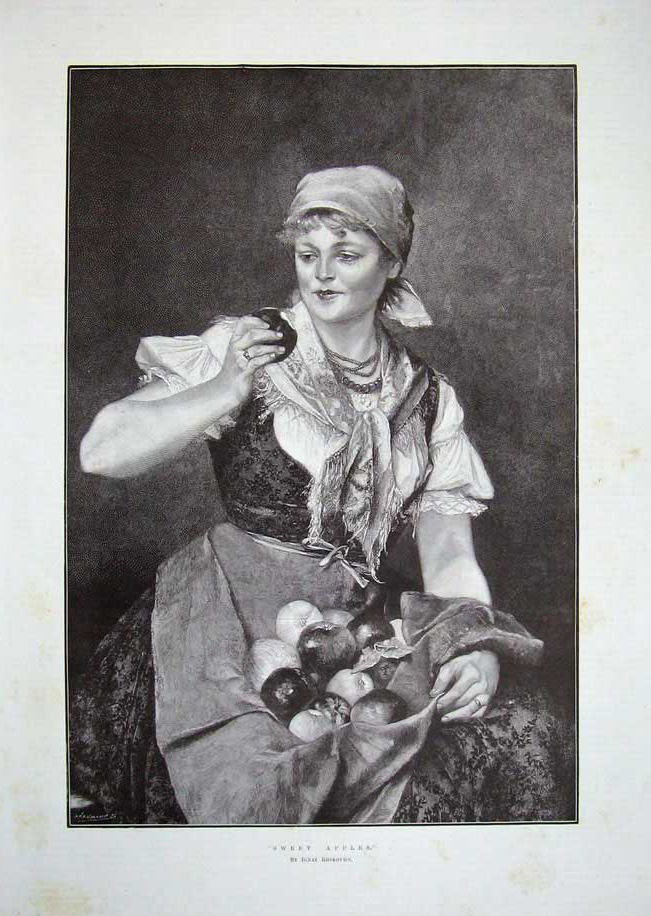
«Маленьке червоне яблуко»

Гнат Рошкович був різножанровим художником, який залишив по собі великий творчий доробок. Зокрема, це твори сакрального мистецтва, а також численні ілюстрації. Першу славу Гнату Рошковичу принесла робота «Маленьке червоне яблуко» (угор. «Pici piros alma»), завдяки якій він став відомим на всю Угорщину. Відомими є також інші жанрові картини з життя селян: «Особлива пристрасть», «Тобі тільки».
Розписи інтер'єрів храмів у Снині, Левочі, Пряшеві, Медзилабірцях (Словаччина), Кечкеметі, соборі Св. Стефана, церкві Йожефвароша в Будапешті стали візитною карткою художника. Його галерея образів святих Церкви Христової в майоліці й досі прикрашає один із залів королівського палацу в Буді. Найвідомішою роботою з цієї серії є розпис «Св. Стефан утверджує віру Христову і засновує Секешфегерварську церкву». Гнат Рошкович виконав повністю всі роботи по розпису греко-католицького храму В VII районі Будапешта на площі Троянд. Також виконав цілу серію ескізів на біблійну тематику для м. Коложвар (нині м. Клуж-Напока, Румунія). Щоб відчути атмосферу біблійних місць та точніше передати її Гнат відвідав Святу Землю. У 1912 р. на замовлення єпископа Пряшівської єпархії Рошкович виготовив репродукцію ікони «Клокочовська Божа Мати». Одна з цих репродукцій нині зберігається в Ужгородському кафедральному соборі. Для храму в Кошицях Гнат Рошкович написав ікону Божої Матері.
Також Гнат Рошкович виконав ряд робіт в храмах Закарпаття — розпис іконостасів в Успенському храмі Мукачева, в Преображенському храмі в Ужгороді, в храмі у Великій Копані Виноградівського району, у Снині, Красній тощо. Для Ужгородського та Пряшівського кафедральних соборів Гнат виготовив «Плащаниці». У Закарпатському художньому музеї зберігається робота Гната Рошковича «Святі Кирило і Мефодій» та портрет графа Йожефа Терека, ішпана комітату Унґ.
Гнат Рошкович виконав серію ілюстрацій для енциклопедії «Австро-Угорщина в описах і образах» (угор. «Az Osztrák-Magyar Monarchia írásban és képben»). Зокрема, в цьому виданні містяться графічні зображення замку та комітатського будинку в Ужгороді, краєвидів Перечина, Ужоцького перевалу, побутових сцен Підкарпатській русі та русинів у народному одязі.

## Вшанування

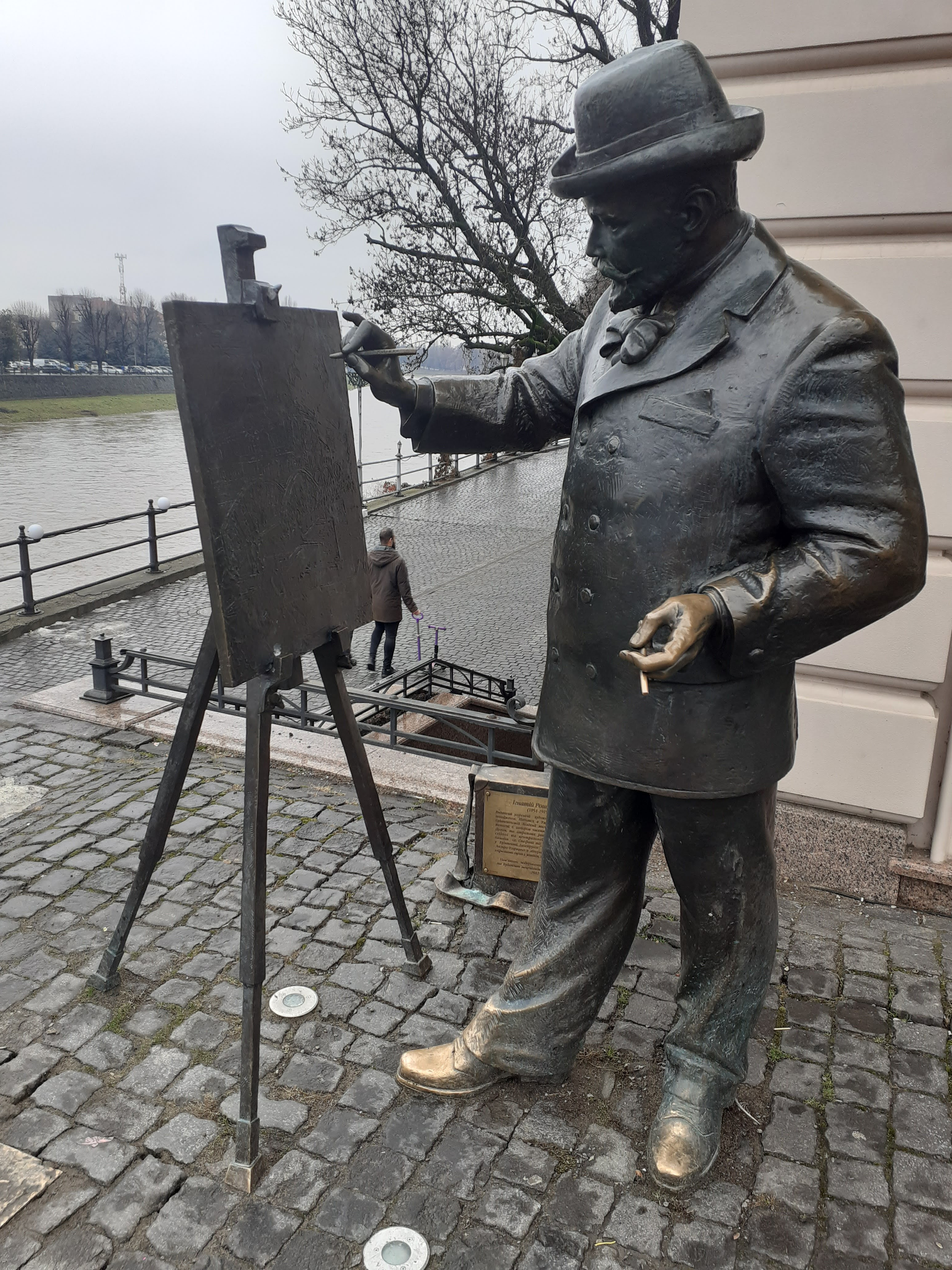
Пам'ятник художникові в Ужгороді

19 листопада 2012 р. на Театральній площі в Ужгороді відкрито пам'ятник Гнатові Рошковичу, на березі річки Уж. Точну копію пам'ятника було встановлено в Будапешті у 2014 році, на березі річки Дунай, поблизу Ланц-гід. Пам'ятники ідентичні — єдине що їх відрізняє малюнок — в Ужгороді Рошкович малює старий Пішохідний міст, а в Будапешті — Ланц-гід.

## Галерея

Автопортрет Гната Рошковича
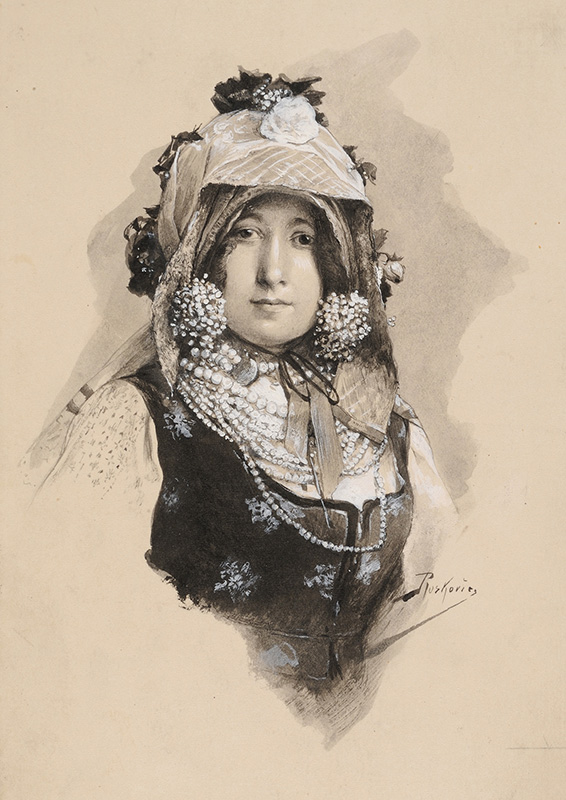
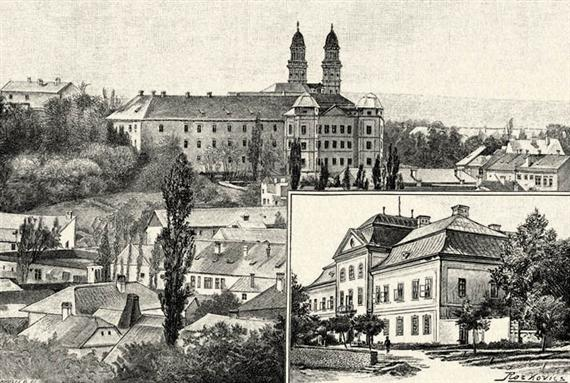
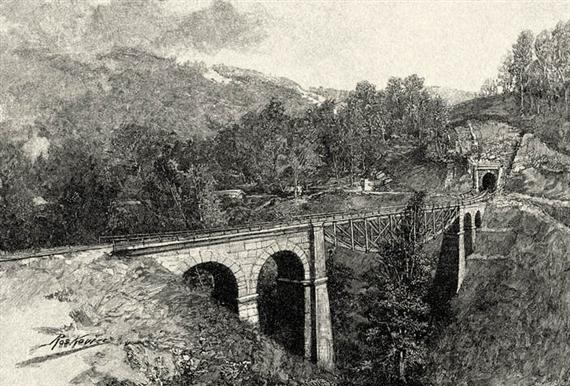
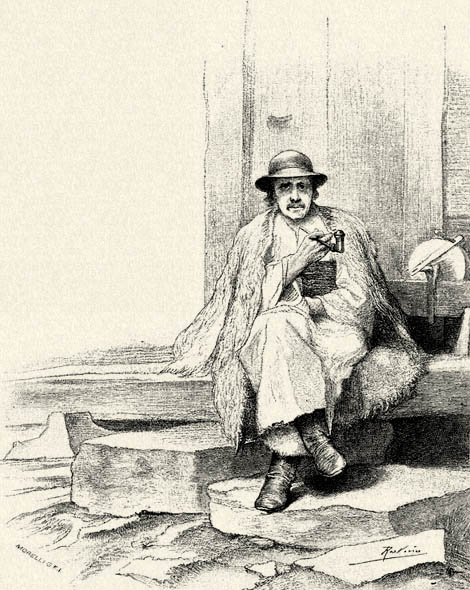
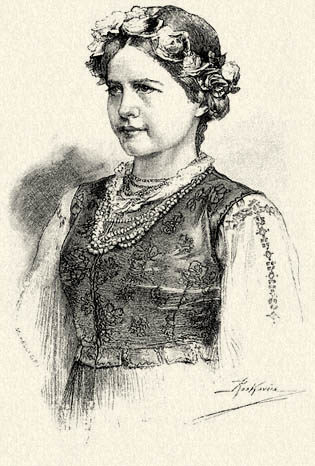
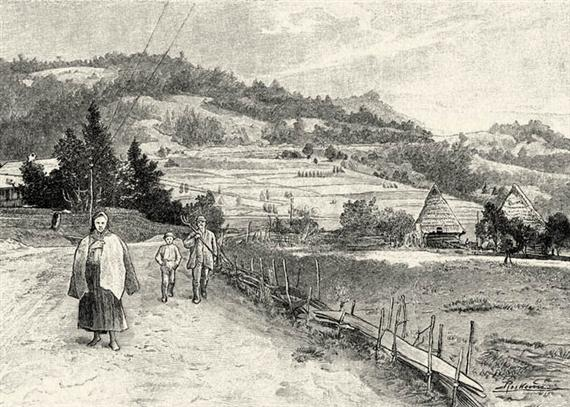